# Gorączka nafty
Gorączka nafty – amerykański film przygodowy z 1940 roku w reżyserii Jacka Conwaya.

## Treść
Dwaj koledzy, którzy rozkręcają biznes naftowy rywalizują o tę samą kobietę.

## Obsada
- Clark Gable - "Big John" McMasters
- Spencer Tracy - "Square John" Sand
- Claudette Colbert - Betsy Bartlett McMasters
- Hedy Lamarr - Karen Vanmeer
- Frank Morgan - Luther Aldrich
- Lionel Atwill - Harry Compton
- Chill Wills - Harmony Jones
- Marion Martin - Whitey
- Minna Gombell - Evie
- Joe Yule - Ed Murphy
- Horace Murphy - Tom Murphy
- Roy Gordon - "Mac" McCreery
- Richard Lane - zastępca prokuratora okręgowego
- Casey Johnson - Jack McMasters jako dziecko
- Baby Quintanilla - Jack McMasters jako niemowlę
- George Lessey - sędzia
- Sara Haden - panna Barnes
- Frank Orth - fryzjer
- Frank McGlynn Sr. - Deacon
- Curt Bois - Ferdie
- Howard Hickman - wspólnik McCreery'ego (niewymieniony w czołówce)